# Petrus Verhoysen
Petrus Verhoysen, né le 3 décembre 1757 à Helmond et mort dans cette ville le 23 février 1835, est un homme politique néerlandais.

## Biographie
Il étudie le droit à l'université de Leyde et devient avocat en 1790 à Helmond. 
En 1795, il prend une part active dans la Révolution batave. Il est devient membre de l'assemblée provisoire du Brabant d'août 1795 à janvier 1796. Le 27, il est élu député du district d'Helmond à la première Assemblée nationale de la République batave. Le 15 mars, il est désigné pour faire partie de la commission constitutionnelle, au sein de laquelle il se distingue particulièrement. Il est réélu en août 1797, après le rejet par référendum du premier projet de constitution, et fait à nouveau partie de la commission constitutionnelle. 
Bien qu'étant unitariste, il est exclu de l'Assemblée par le coup d'État de Pieter Vreede. Après la mise en place du Directoire exécutif, il devient membre du Corps législatif batave du 31 juillet 1798 au 17 octobre 1801. De 1802 à 1805, il siège au conseil départemental du Brabant batave et anime plusieurs commissions.
Le 15 octobre 1806, il devient secrétaire général du ministère de la Police et de la Justice.
Il est élu aux États provinciaux du Brabant en 1825 et en reste membre jusqu'à sa mort en 1835.